# Parafia Matki Bożej Saletyńskiej w Klęczanach
Parafia Matki Bożej Saletyńskiej w Klęczanach – parafia znajdująca się w diecezji rzeszowskiej w dekanacie bieckim. Parafia została erygowana 14 września 2004 r. na mocy dekretu biskupa rzeszowskiego Kazimierza Górnego.
Parafia obejmuje obszar:
- Klęczan - należący wcześniej do parafii pw. Św. Jana Chrzciciela w Kobylance
- część miejscowości Strzeszyn, należącej wcześniej do parafii pw. Św. Ducha - Biecz Fara
- przysiółków Kolonia Górna i Kolonia Dolna miejscowości Libusza należących wcześniej do parafii pw.Narodzenia NMP w Libuszy.

Budynek kościoła parafialnego, który powstał na pocz. lat 80., został poświęcony na cele sakralne w 1984 r.